# Joan Francesc de Verneda
Joan Francesc de Verneda i Serarols fou un polític i notari que intervingué en la defensa de la Barcelona assetjada durant la Guerra dels catalans fins a l'11 de setembre de 1714.
Va néixer a Vic vers el 1670. Era fill d'Antic Verneda, paraire de la ciutat de Vic (però oriünd del mas de la Verneda de Sant Sadurní d'Osormort) i de Maria Serarols, la seua segona muller. Del matrimoni es coneixen tres fills més: Fèlix Verneda (candeler de seda, el qual es casà amb Maria Mascaró, filla d'un passamaner de Vic), el reverend Josep Verneda (prevere) i Marianna Verneda, la qual va contraure matrimoni l'any 1689 amb Josep Onyós i Carrió, blanquer de la ciutat de Vic.
Joan Francesc de Verneda va exercir la professió de notari. Traslladat a Barcelona, l'any 1689 es va casar amb Hipòlita de Vilana Perlas, germana del notari Ramon de Vilana i Perles. El matrimoni entre Joan Francesc i Hipòlita va tindre sis fills i quatre filles.
L'any 1704 el notari Verneda va ser nomenat secretari del braç militar i es va mobilitzar per evitar el complot austriacista del juny del 1704 a Barcelona. Regnant ja Carles III, Verneda, cunyat del secretari del Despatx Universal, Ramon de Vilana Perlas, va ésser nomenat secretari del protonotari del Consell d'Aragó.
A les Corts del 1706 va rebre el títol de cavaller del Principat de Catalunya, el maig del 1707 va obtindre el privilegi de noble i l'any 1708 va esdevenir secretari personal del rei Carles III.
El març del 1713 va eixir de Barcelona en el seguici de l'emperadriu i reina Elisabet Cristina, juntament amb el seu cunyat Vilana Perlas i família. Va romandre un temps a Milà, juntament amb molts dels altres exiliats austriacistes. Iniciat el setge borbònic de Barcelona el juliol del 1713 i embarcades les tropes imperials, Joan Francesc Verneda va rebre instruccions reials de tornar a Barcelona, on havia de portar cartes per a cadascun dels presidents dels Tres Comuns de Catalunya, com també per al tinent general Villarroel, entre d'altres. A primers d'octubre del 1713 el protonotari Verneda va arribar a Barcelona i va passar a formar part de la Junta Secreta, on es va encarregar d'enviar a la cort de Viena, a través del seu cunyat, la correspondència amb les resolucions de la Junta Secreta. Aquesta correspondència establia que els diners i queviures per al socors de Barcelona havien de passar per Gènova, Nàpols o Liorna, i des d'allà cap a Mallorca o Maó, fent ruta, si era necessari, per l'illa de Sardenya. Joan Francesc Verneda era l'únic que durant el setge de Barcelona coneixia tota la informació secreta que es movia entre Barcelona i Viena.
L'agost del 1714, poc abans de l'assalt borbònic a Barcelona, Verneda va presentar a la Junta Secreta una proposta d'aliança sorgida de l'entorn del seu cunyat Vilana Perlas, que consistia a cedir les illes de Mallorca i Eivissa als britànics a canvi que aquests garantissin el manteniment de les institucions i Constitucions de Catalunya. La proposta, però, va ésser aparcada per la Junta Secreta.
Durant la batalla de l'11 de setembre, el protonotari Verneda va animar a les tropes a la resistència a la zona de Sant Agustí, Jonqueres i el Pla de Palau. En la reunió que feu la Junta Secreta a la tarda per tractar la capitulació de la ciutat a favor del duc de Berwick, Verneda va comunicar a Villarroel i als altres membres que tenia ordres de capitulació del Regne de Mallorca si es mantenien les institucions i constitucions del Principat de Catalunya.
El 12 de setembre el protonotari Verneda va ésser evacuat cap a Mallorca, juntament amb la seua família, poques hores després de produir-se la signatura de la capitulació de la ciutat de Barcelona. Arribà a Mallorca el dia 14, després d'haver tingut un viatge accidentat. El 16 de gener de 1715 va arribar a Viena amb la seua família i va ser nomenat oficial major de la Secretaria d'Estat i del Despatx Universal, que presidia el seu cunyat. El 8 de juliol va rebre el nomenament de secretari per a la negociació de l'illa de Sardenya i a primers de gener del 1723 va ser secretari per a la negociació de Milà. El juliol del 1722 va obtindre la dignitat de baró d'Hongria i el desembre del 1723 va ésser nomenat membre del Consell Suprem d'Espanya a Viena. El març del 1731 va rebre el títol de comte de Verneda de mans de l'emperador Carles VI. El mateix any va lliurar al cronista Francesc de Castellví una còpia manuscrita de la seua crònica Relación del origen y de lo que don Juan Francisco Verneda ha observado desde el año 1680, que pasó a la ciudad de Barcelona, hasta el presente, la qual va servir a Castellví per escriure les seues cròniques de la Guerra de Successió Espanyola. L'any 1734, amb l'ocupació borbònica de Nàpols i Sicília, es va produir el tancament del Consell d'Espanya i la pèrdua de poder de Verneda, que devia morir pocs anys després a la ciutat de Viena.
El seu fill Antoni Verneda i de Vilana Perlas va ésser oficial cinquè de la Secretaria d'Estat del Despatx Universal en el moment de la constitució d'aquest organisme, i va promocionar posteriorment a la plaça d'oficial tercer. El seu germà, Bonaventura Verneda i de Vilana Perlas, va ser oficial escrivent de la Secretaria per a la negociació de Milà l'any 1724 i, al cap de dos anys, en va ser nomenat secretari segon.
L'any 1789 moria a Viena el comte Carles de Verneda (Karl Graf von Verneda), que l'any 1760 havia assolit la graduació de general de l'exèrcit imperial. Era probablement el net de Joan Francesc Verneda.